# Pierre Chabert (botaniste)
Pour les articles homonymes, voir Chabert.
Pierre Chabert, né en 1796 à Sainte-Foy-la-Grande (Gironde) et mort le 10 juin 1867 à Lyon, est un botaniste français.

## Biographie
Il se marie à Lyon en 1821 avec Pierrette Arlaud (Genève, 1794 - Lyon, 1872) et s'installe la même année au 5 rue Gentil, où il est cordonnier en chambre. Il perd ses deux enfants, Denis-Gabriel (né en 1821) et Marie Joséphine (née en 1826) au début de 1829. Une garde-malade l'initie à la botanique, puis il se forme en autodidacte. Il recevra ensuite l'aide de Marc Antoine Timeroy et Georges Roffavier. Très sourd il communiquait difficilement oralement avec les gens, mais écrivait beaucoup. Il herborisait souvent avec son ami Dominique Estachy (1794? - 1868), à peu de distance de Lyon en général, quoiqu'il ait visité occasionnellement la Drôme et le Bugey. À son décès, le 10 juin 1867, son herbier est temporairement conservé par Michel Gandoger avant d'être vendu en 1868 à "Adolphe" Méhu.

## Publications
Pierre Chabert n'a publié aucune contribution en propre. Néanmoins certaines de ses descriptions ont été transcrites par d'autres botanistes comme Seringe, Déséglise, Gandoger et surtout Cariot.
- Typha lugdunensis a été décrite par Pierre Chabert dans Bull. Soc. Hort. Prat. Dépt. Rhône 1850:49, en 1850.

## Hommages
Plusieurs plantes ont été nommées en son honneur:
- (Apiaceae) Bunium chabertii Batt. & Trab.[2]
- (Apiaceae) Carum chabertii Batt.[3]
- (Asteraceae) Cirsium chabertii Gand.[4]
- (Asteraceae) Hieracium × chabertii Wolf[5]
- (Asteraceae) Senecio chabertii Petitm.[6]
- (Asteraceae) Senecio chabertii Gand.[7]
- (Cunoniaceae) Belangera chabertii Pamp.[8]
- (Cunoniaceae) Belangera chabertii Pamp[9].
- (Cunoniaceae) Lamanonia chabertii (Pamp.) L.B.Sm.[10]
- (Cunoniaceae) Lamanonia chabertii (Pamp.) L.B.Sm[11].
- (Cyperaceae) Carex chabertii F.Schult.[12]
- (Dipsacaceae) Knautia chabertii Szabó[13]
- (Juncaceae) Luzula chabertii Rouy[14]
- (Liliaceae) Gagea chabertii Terracc.[15]
- (Polygonaceae) Rumex chabertii Gand.[16]
- (Portulacaceae) Montia chabertii Gand[17].
- (Rosaceae) Rosa chabertii Déségl.[18]
- (Rosaceae) Rubus chabertii Gand[19].
- (Rubiaceae) Crucianella chabertii Gand[20].
- (Salicaceae) Salix chabertii Gand[21].
- (Scrophulariaceae) Alectorolophus chabertii Behrend. ex Behrend. & Sterneck[22]
- (Scrophulariaceae) Euphrasia chabertii Sennen & Sennen[23]
- (Scrophulariaceae) Euphrasia chabertii Sennen[24]
- (Scrophulariaceae) Rhinanthus chabertii (Behrendsen) Kunz[25]